# Odiham

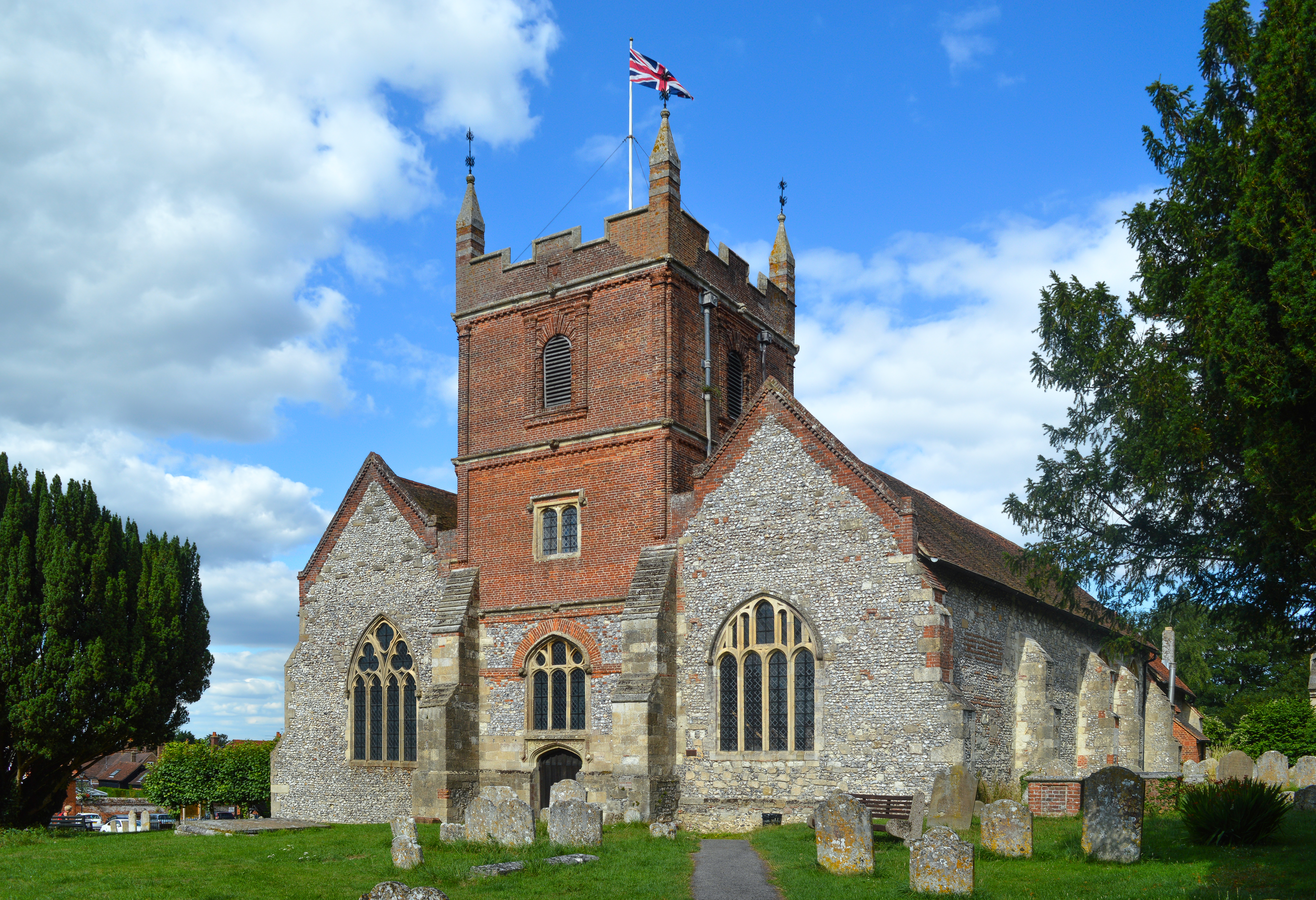
Zabytkowy kościół Wszystkich Świętych

Odiham – wieś w Anglii, w hrabstwie Hampshire, w dystrykcie Hart. Leży 38 km na północny wschód od miasta Winchester i 63 km na południowy zachód od Londynu. Miejscowość liczy 4406 mieszkańców.